# Khu bảo tồn thiên nhiên Nahal Me'arot
Khu bảo tồn thiên nhiên Nahal Me'arot hay còn được gọi là Các hang Wadi el-Mughara là một địa điểm khảo cổ về sự tiến hóa của con người trên núi Carmel ở Haifa, miền bắc Israel. Khu vực bao gồm 4 hang động là Me'arat HaTanur (còn được biết đến với tên gọi là hang Oven, hang Tabun), Me'arat HaGamal (hang El-Jamal hoặc Camel), Me'arat HaNahal (hang Stream hoặc Nahal) và Me'arat HaGedi (hang Kid hoặc Gedi). Các hang động đều thuộcCác địa điểm tiến hóa của loài người trên núi Carmel, một di sản thế giới được UNESCO công nhận vào năm 2012, và tất cả các hang động được bảo vệ trong khu bảo tồn thiên nhiên.
Với diện tích 54 ha, khu vực là một kho lưu trữ cuộc sống thuở ban đầu của con người ở khu vực Tây Nam Á, đại diện cho 500.000 năm tiến hóa của con người. Tại đây có nhiều mộ táng Natufian và kiến trúc bằng đá đầu đại diện cho quá trình chuyển đổi từ một lối sống săn bắn hái lượm đối sang trồng trọt và chăn nuôi.

## Hình ảnh

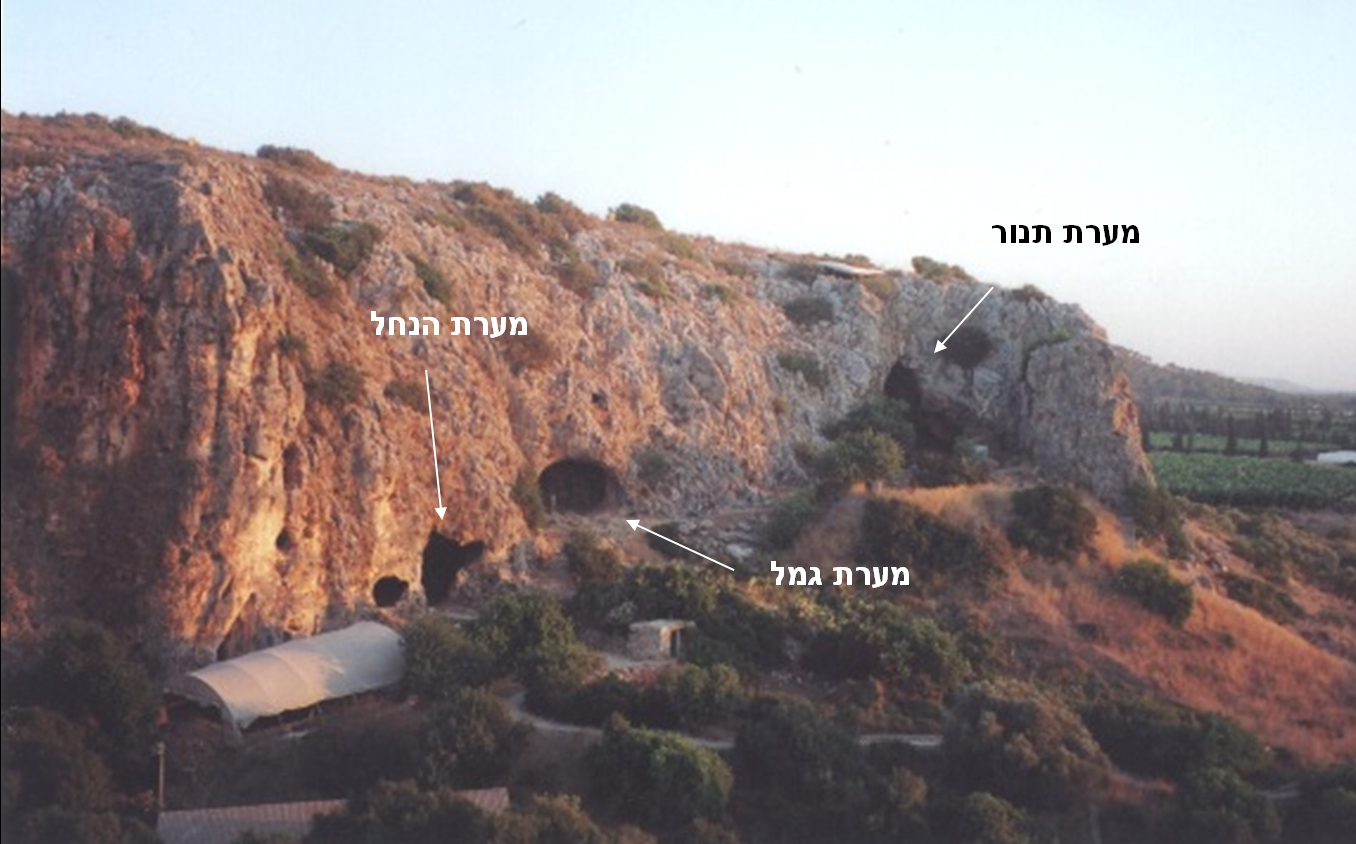
Vách đá Nahal Me'arot tại núi Carmel, với hình ảnh các hang động thời tiền sử el-Wad, Jamal và Tabun
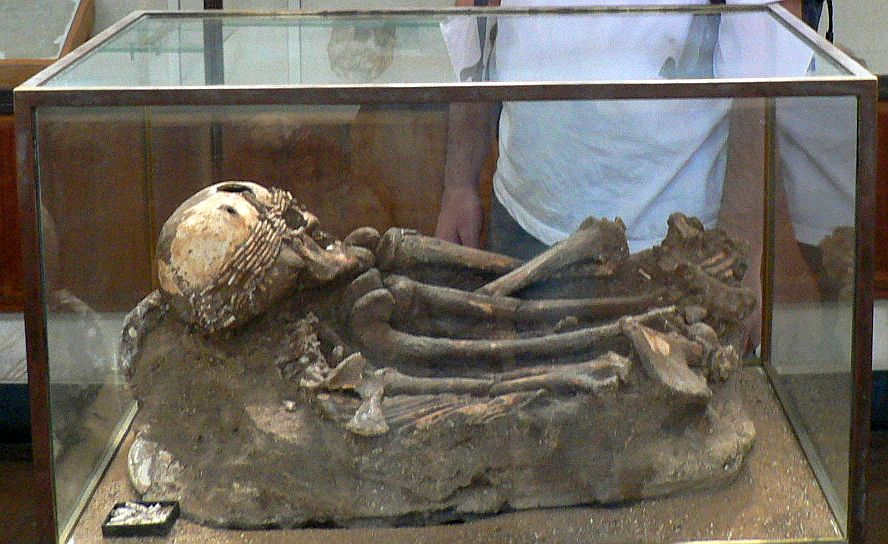
Hình ảnh một ngôi mộ táng của văn hóa Natufian được khai quật tại hang el-Wad được trưng bày tại Bảo tàng Rockefeller
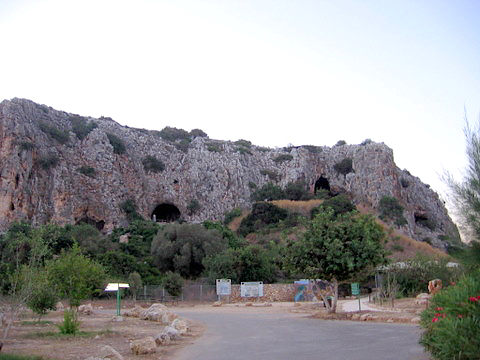
Các hang Nahal Me'arot
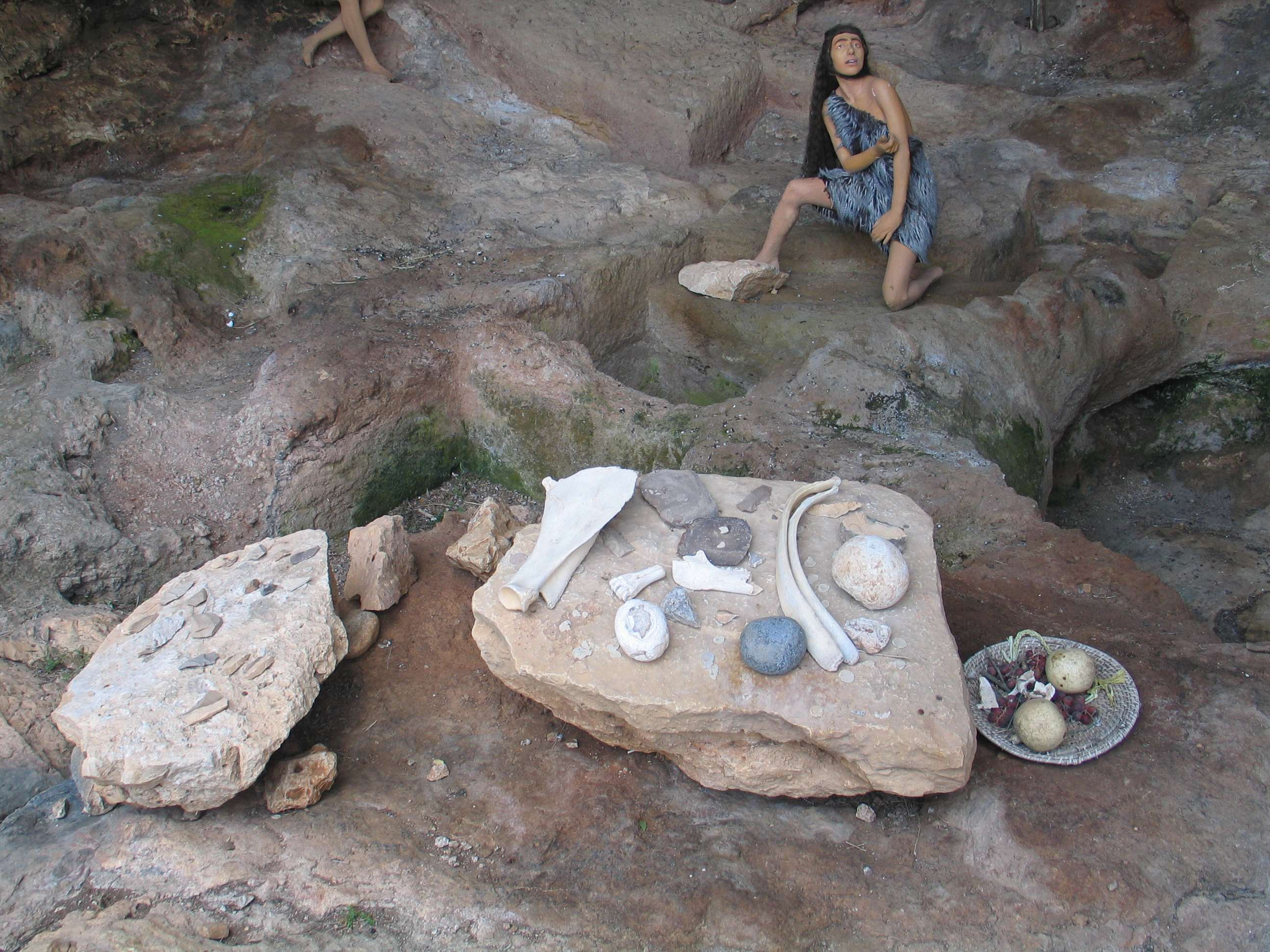
Công cụ đá thời tiền sử trong hang Jamal.
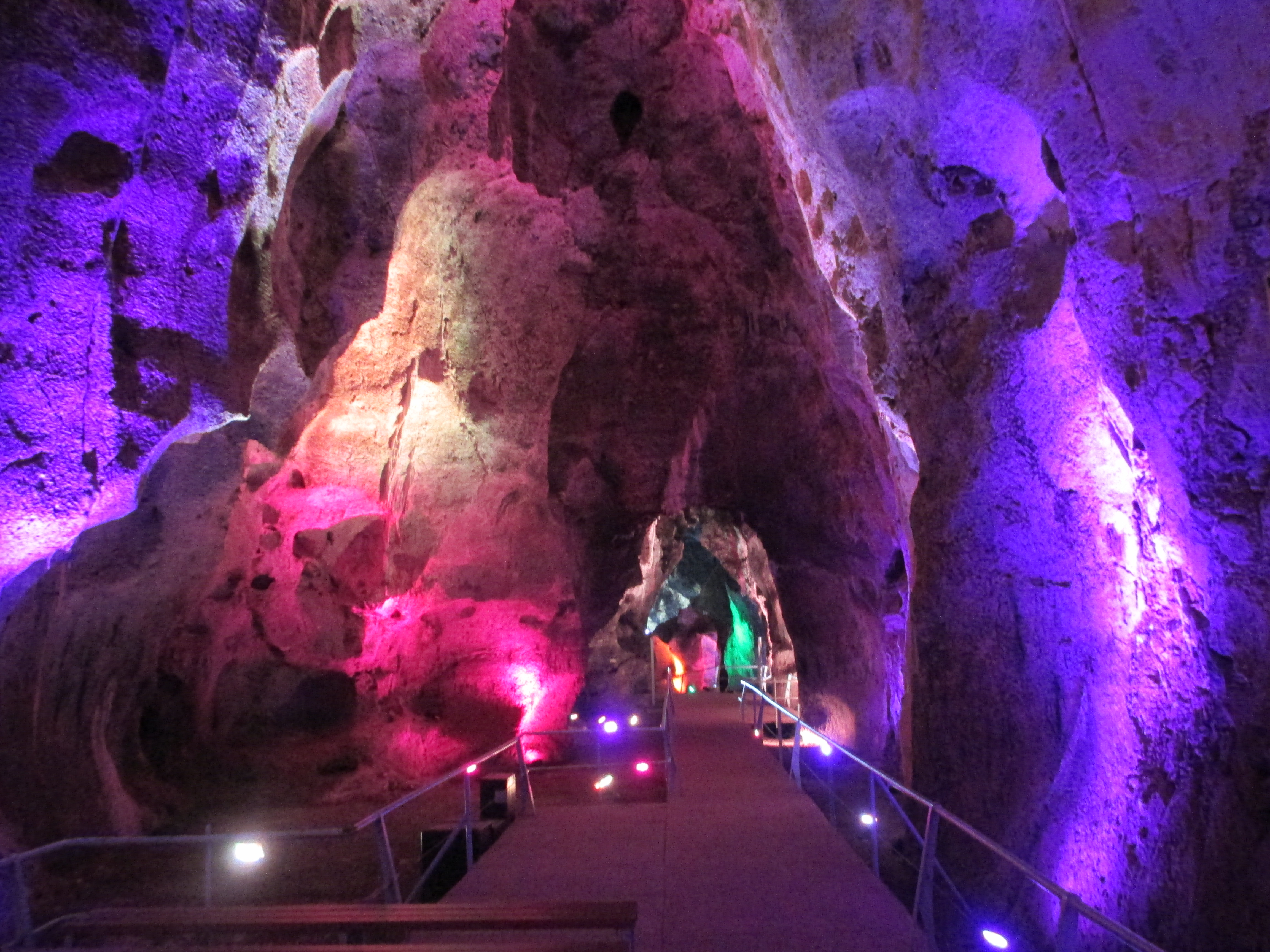
Bên trong hang El-Wad.